# Triallate
Le triallate est le nom trivial du composé chimique herbicide S-(2,3,3-trichloroallyl)diisopropylthiocarbamate, un pesticide organochloré du groupe des thiocarbamates, de formule chimique C10H16Cl3NOS ; se présentant généralement sous forme de cristaux incolores ou d'un liquide clair et incolore au-dessus de son point de fusion (qui est d’environ 30°C).
Principalement produit pour lutter contre la folle avoine dans le blé, il fait partie des nombreux désherbants qui, depuis la fin des années 1990 dans son cas, a perdu de son efficacité sur certaines « mauvaises herbes » (folle avoine et ivraie raide notamment), en raison d'une adaptation des plantes aux désherbants,,,.

## Usages
Le triallate est utilisé comme herbicide contre la folle avoine dans le blé.
En 2009, la Commission européenne a inclus ce produit dans la liste des pesticides reconnus dans l'Union européenne.
En Belgique, Avadex (Gowan) est approuvé pour une utilisation dans la culture de l'orge et de la betterave, contre les dicotylédones et les mauvaises herbes graminées annuelles.

## Toxicologie, sécurité
La substance se décompose quand elle est chauffée à plus de 200 °C, ou lors de sa combustion, avec formation de gaz toxiques et corrosifs, dont le chlorure d’hydrogène, des oxydes d’azote et des oxydes de soufre.
Au début des années 2000, ce produit est retrouvés dans l’air des zones reculées, rurales et urbaines de plusieurs pays à des concentrations comprises entre la non-détection et 15,3 ng/m3 selon Yusà et al. (2009). C'est un herbicides homologués dans de nombreux pays mais sont la toxicité a été insuffisamment étudiée, faisant que « peu d’informations sont disponibles sur son mode d’action toxique chez les humains et les animaux » selon Marin-Morales et al. (2013).
Sa toxicité cellulaire est jugée modérée, et elle est due « au moins partiellement » à la génération de ROS (espèces réactives de l'oxygène).
Il cause des anomalies neurologiques chez le rat oralement exposé à des doses répétées et élevées, mais chez les travailleurs aucun problème neurologique n'a été relevé selon Sathiakumar et coll. en 2004. 
Lors des tests de génotoxicité in vitro le triallate se montre génotoxique dans les tests de mutation bactérienne (avec Salmonella typhimurium comme espèce de référence) en présence de S9 ; mais moins en l’absence de S9 (le S9 est un « mélange métabolique » utilisé dans certains tests de génotoxicité, préparé à partir de foie de rongeurs traités avec des inducteurs enzymatiques pour augmenter l’activité métabolique); ceci suggère que le métabolisme joue un rôle clé dans l'effet génotoxique de cette molécule). 
D’autres systèmes d’essai utilisant d’autres genres bactériens, ainsi que des levures et des cellules de mammifères ont aussi donnés des résultats contradictoires. Les essais d’effets chromosomiques (échange de chromatides sœurs et essais de cytogénétique) ont donné des résultats mitigés avec S9 mais pas de génotoxicité sans S9. Healy et al. (2003) en concluent que le triallate n’est probablement pas mutagène in vivo.

## Éxotoxicologie
C'est l'une des molécules de pesticides retrouvés dans les sols subarctiques d'Alaska à la fin des années 1980.
On a montré dès les années 1980 que le triallate présent (enfoui) dans le sol à l'abri du soleil peut (re)contaminer l'air en phase vapeur, plus ou moins selon la texture du sol et la vitesse de l'air. 